# José María de Achá
José María Achá Valiente o José María de Achá y Valiente (Cochabamba, Imperio español; 8 de julio de 1810-Cochabamba, Bolivia; 29 de enero de 1868) fue un militar y político boliviano que formó parte del triunvirato militar de la Junta Gubernativa de 1861, el cual le llevó a ser presidente de Bolivia desde el 4 de mayo de 1861 hasta su caída del 28 de diciembre de 1864.

## Biografía
José María de Achá nació en la ciudad de Cochabamba el 8 de julio de 1810. Se incorporó al ejército boliviano, en una época en la que la carrera militar ofrecía amplias oportunidades de ascenso. Participó en las campañas de la Confederación Perú-Boliviana en 1835, así como en la guerra entre Perú y Bolivia de 1841. También combatió en la batalla de Ingavi, bajo el mando del mariscal José Ballivián Segurola.
Durante su carrera política, el general José María de Achá ocupó el cargo de ministro de Guerra en el gobierno del presidente José María Linares, hasta que el 14 de enero de 1861 protagonizó el golpe de Estado que lo removió del poder. Tras la caída de Linares, se estableció una Junta Gubernativa o Triunvirato militar, integrada por el propio general Achá junto con los generales Ruperto Fernández y Manuel Antonio Sánchez. La principal misión de esta Junta fue impulsar el proceso de democratización del país mediante la convocatoria a una asamblea constituyente. La asamblea se instaló el 1 de mayo de 1861 y, tres días después, el 4 de mayo, eligió al general Achá como presidente provisorio de Bolivia.

## Presidente de Bolivia
Apenas entrado el gobierno, el presidente Achá declaró amnistía general el 6 de mayo de 1861 para todos los perseguidos políticos que se encontraban fuera de la república, además de cortar los procesos judiciales que tenían en su contra.

### Ministros de estado
| Ministerio de                    | Nombre                   |
| -------------------------------- | ------------------------ |
| Interior y Justicia              | Ruperto Fernández        |
| Relaciones Exteriores y Hacienda | Rafael Bustillo          |
| Culto e Instrucción Pública      | Manuel Macedonio Salinas |
| Guerra                           | Manuel de Sagárnaga      |

Durante su gobierno, mediante decreto supremo del 17 de mayo de 1861, Achá nombró a sus ministros los cuales fueron los siguientes: Como ministro del Interior y Justicia al general Ruperto Fernández (dicho ministro era de nacionalidad argentina), como ministro de Hacienda al Dr. Rafael Bustillo (el despacho de las relaciones exteriores dependían de este ministerio), como ministro de Culto e Instrucción Pública a Manuel Macedonio Salinas y como ministro de Guerra al general Manuel de Sagárnaga. 

### Aumento salarial a ministros y diputados
Además de nombrar a sus ministros, Achá subió los sueldos de aquellos hasta los 5000 pesos anuales (416 pesos mensuales) que años antes el expresidente José María Linares les había rebajado los salarios, mediante decreto supremo del 11 de diciembre de 1857.
El 23 de mayo de 1861, el general Achá decretó también la entrega de viáticos y dietas a los diputados de la Asamblea, por un monto de aproximadamente 200 pesos mensuales, que debían ser cubiertos por las tesorerías departamentales.
Mediante Ley de 3 de julio se promulga una ley de construcción de dos puentes en la provincia de Arque: uno en el río Ucuchi, y el otro en el de Colcha, bajo la inmediata inspección y vigilancia del Consejo Municipal de la Provincia. El 10 de julio del mismo año, en el Departamento de Tarija y distrito de Chichas, se suspende por el término de diez años, el reclutamiento de soldados para el servicio del Ejército, salvo el caso de guerra exterior, además de indultar a los soldados que hayan desertado del ejército.
El 13 de julio de se decretó la autorización para crear una comisión que haga la repatriación a Bolivia de los restos del general y ex presidente José Ballivián que aún se encontraban en Río de Janeiro, Brasil, con la finalidad de que esta comisión se encuentre ya en Bolivia para el 4 de febrero de 1862. Mediante Ley del 15 de julio se declara al pueblo de Cotagaita como capital de la provincia de Chichas.
El 5 de agosto de 1861 se promulgó una nueva Constitución Política que fijó un período presidencial de 3 años, sin posibilidad de reelección.

## Matanzas de Loreto

### Arrestos
En septiembre de 1861, Achá tuvo que viajar de urgencia a Sucre para sofocar un levantamiento en contra de gobierno que se había producido en esa ciudad.
Achá, antes de partir de La Paz, dejó como prefecto del departamento al Dr. Rudencindo Carbajal y como comandante general del departamento al Coronel Plácido Yáñez, encargado de mantener el orden durante la ausencia de presidente.
Plácido Yáñez sentía un profundo resentimiento hacia quienes habían sido, o eran en ese momento, partidarios del general Manuel Isidoro Belzu. Su antagonismo se originaba en el periodo en que Belzu ejerció la presidencia de Bolivia, durante el cual Yáñez fue encarcelado, perseguido políticamente durante casi una década —incluido el gobierno de Jorge Córdova (1855–1857)— y finalmente forzado al exilio.
El 29 de septiembre de 1861, Plácido Yáñez ordenó el arresto de varias figuras influyentes de La Paz, en su mayoría simpatizantes del general Belzu, bajo la acusación de estar involucradas en un presunto complot contra el gobierno. Esa misma noche envió una comunicación al presidente Achá, en Sucre, informándole sobre la detención de los supuestos conspiradores y justificando la medida como una acción preventiva frente a un intento de golpe de Estado.
Informado el gobierno en Potosí de lo sucedido, el 5 de octubre de 1861 dispuso que todos los detenidos, militares y paisanos, fuesen juzgados por un consejo ordinario de guerra y decretó el estado de sitio en las provincias de Pacajes e Ingavi y en el distrito de La Paz
El 18 de octubre de 1861, Yáñez mandó a arrestar al ex presidente Jorge Córdova, en su casa ubicado en el barrio de San Jorge de la ciudad de La Paz. Los soldados encargados de arrestarle, trasladaron a Córdova a la cárcel del Loreto (actualmente donde se encuentra el Palacio Legislativo de Bolivia).

### Matanza de Yañez
La noche del 23 de octubre de 1861 se registró un motín frente al Palacio de Gobierno de La Paz, que fue atribuido oficialmente a partidarios del general Manuel Isidoro Belzu, presuntamente con el objetivo de liberar a los detenidos en el cuartel de Loreto. No obstante, diversas versiones posteriores sostienen que el incidente habría sido provocado por los propios soldados del coronel Plácido Yáñez, por instrucciones suyas, con el fin de justificar la posterior ejecución de los prisioneros.
Tras el levantamiento armado atribuido a simpatizantes de Belzu, Plácido Yáñez ordenó a los custodios del cuartel de Loreto que, como represalia, ejecutaran al expresidente Jorge Córdova, yerno de Manuel Isidoro Belzu. La orden indicaba que se le disparara cuatro veces, pero minutos después, Yáñez recibió el informe de que había sido ultimado con seis disparos. Este detalle ha sido interpretado por algunos como indicio de que no se trató de un fusilamiento formal, sino de una ejecución sumaria.
Entre las 2 y las 4 de la noche, a la cabeza de Yáñez, su guardia personal y los soldados centinelas del Loreto, a toda prisa sacaron de sus celdas a todos los prisioneros, llevandalos hasta media Plaza Murillo, para luego ahí asesinarlos fusilandolos en masa. En la actualidad aún se desconoce el número de víctimas, pero en general se presume que durante las matanzas de Yáñez murieron alrededor de más de 70 personas. 
Entre las víctimas de la ejecución se encontraba Francisco Belzú, hermano del expresidente Manuel Isidoro Belzu, quien en ese momento se hallaba refugiado en el Perú. Además de la muerte de Jorge Córdova y Francisco Belzú, varias otras figuras notables del país fueron asesinadas esa misma noche.
Una vez informado de los hechos, el presidente José María Achá no tomó medidas punitivas contra Plácido Yáñez, adoptando una postura de neutralidad. La falta de sanción oficial generó descontento en la población paceña, que interpretó la inacción como un acto de impunidad. Un mes después, el 23 de noviembre de 1861, en el marco de un levantamiento militar contra el gobierno, Plácido Yáñez fue perseguido por una multitud y recibió un disparo mientras intentaba huir por los techos. Su cuerpo fue posteriormente arrastrado por las calles de La Paz.

## Elecciones y presidencia constitucional
José María Achá accedió al poder mediante un golpe de Estado en enero de 1861 y, al año siguiente, convocó a elecciones con el objetivo de legitimar su mandato. Resultó electo presidente constitucional tras imponerse al general Gregorio Pérez y al doctor Tomás Frías. El general Achá asumió oficialmente el cargo el 6 de agosto de 1862.
En 1863, el general Achá promulgó un decreto supremo que disponía la entrega de parcelas a indígenas sin tierras, siempre que pudieran demostrar haber sido propietarios al menos diez años antes.
Durante su mandato creó la Corte Suprema de Justicia en la ciudad de Cochabamba, que también fue dotada de su primera imprenta. Intentó llevar adelante reformas en el sector minero y en la legislación agraria, aunque sin resultados significativos.
En política exterior, el general Achá acordó con el Perú la firma del Tratado de Alianza Defensiva, conocido en Chile como Pacto Secreto Perú-Bolivia o Tratado Riva Agüero–Benavente, suscrito el 5 de noviembre de 1863. Este acuerdo tenía por objeto limar las diferencias que hasta entonces habían separado a ambas repúblicas y establecer una alianza militar en caso de agresión por parte de una tercera potencia, sin mencionar explícitamente a Chile. Fue firmado por el ministro plenipotenciario Juan de la Cruz Benavente, en representación de Bolivia, y por el canciller peruano José de la Riva-Agüero, en nombre del Perú.
El problema internacional más espinoso que afrontó el gobierno de Achá fue el enfrentado con Chile, a causa de la ocupación, por parte de este país, de la bahía de Mejillones, en el departamento del litoral boliviano del Pacífico. Hacía ya varios años que los chilenos habían iniciado una descarada política expansionista sobre territorio boliviano (Atacama), cuyas riquezas en guano y salitre ambicionaban. Se agotaron todos los medios diplomáticos para llegar a una solución que dejara satisfecha a Bolivia, y el congreso boliviano autorizó al presidente a declarar la guerra a Chile como último recurso en caso de que todos los recursos diplomáticos se acabaran (5 de junio de 1863). Pero la defensa continental ante la agresión de la flota española del Pacífico en 1864, hizo dejar a un segundo plano dicho problema, y Bolivia se unió a la cuádruple alianza contra España, junto con Perú, Chile y Ecuador.
Consciente de la amenaza chilena, concertó un préstamo con Inglaterra para construir un ferrocarril a la costa, y comprar buques de guerra para la defensa del litoral. La tramitación de este proyecto fue confiada al industrial Avelino Aramayo; pero cuando ya todo estaba listo, se frustró por la negativa del ministro de hacienda, Miguel María de Aguirre. Así se perdió la oportunidad de que Bolivia pudiera defender de manera efectiva su provincia costera del expansionismo chileno.
A fines de 1864, y tras la repentina muerte de su esposa en agosto de ese año, el general Achá no logró contener el golpe de Estado que puso fin a su gobierno el 28 de diciembre. El levantamiento fue protagonizado por el coronel Mariano Melgarejo, su antiguo colaborador, en un contexto político inestable y con múltiples actores involucrados.
Entre ellos se encontraba el expresidente Manuel Isidoro Belzu, recién regresado del exilio. Diversas versiones sostienen que Melgarejo habría actuado inicialmente en coordinación con Manuel Isidoro Belzu, pero que durante el proceso de proclamación del expresidente, lo sorprendió con un disparo dentro del Palacio de Gobierno, en un acto que muchos interpretaron como una traición para tomar el poder por su cuenta. Otras fuentes, sin embargo, sostienen que Melgarejo tenía desde un inicio un plan propio para derrocar al gobierno. La magnitud de la sorpresa, unida al hecho de que los hechos ocurrieron el 28 de diciembre —día de los Santos Inocentes—, llevó a que el episodio fuera popularmente conocido como el “Melgarejazo”.

## Fallecimiento
José María de Achá se retiró a la vida privada en su ciudad natal de Cochabamba, donde falleció el 29 de enero de 1868 a los 57 años de edad. Fue sepultado en el Cementerio General de Cochabamba.